# 肠球菌
腸球菌屬（學名：Enterococcus），革蘭氏陽性球菌。經常以成對（雙球菌）或短鏈方式存在，故從形態上與鏈球菌屬很難區分。在人類腸道裡有兩種常見的偏利共生腸球菌：糞腸球菌（Enterococcus faecalis）約佔90-95%和屎腸球菌（Enterococcus faecium）約佔5-10%。其他人體中較少見的菌群還有E. casseliflavus、E. gallinarum和E. raffinosus。腸球菌因為能生成抵抗藥物的物質，使它們不容易被抗生素殺死，且容易散播抗藥性並可在惡劣環境中生存，故近年來已成為臨床感染的重要致病菌之一。尤其是E. faecium經常對氨苄青黴素（ampicillin）及萬古黴素（vancomycin）具有抗藥性，是所有腸球菌感染症中最難治療的。

## 分類
腸球菌是一種移生在腸道的革蘭氏陽性菌，故名腸球菌。在19世紀末發現，早期歸為鏈球菌屬。1930年代中期，依蘭斯菲爾德血清分型（Lancefield classification），腸球菌被歸類為D群鏈球菌（Group D Streptococcus），但是與非腸球菌的D群鏈球菌，如Streptococcus bovis， 在生化特性上有相當大的差異。直到1984年，基因體DNA分析指出腸球菌和鏈球菌的不同，而將腸球菌獨立成為一屬。
肠球菌属目前含40个种，临床常见的包括：
- Enterococcus alcedinis Frolková et al. 2013
- 海水肠球菌 Enterococcus aquimarinus Švec et al. 2005
- 驴肠球菌 Enterococcus asini de Vaux et al. 1998
- 鸟肠球菌 Enterococcus avium (ex Nowlan and Deibel 1967) Collins et al. 1984
- Enterococcus bulliens Kadri et al. 2016
- Enterococcus caccae Carvalho et al. 2006
- Enterococcus camelliae Sukontasing et al. 2007
- Enterococcus canintestini Naser et al. 2005
- 犬肠球菌 Enterococcus canis De Graef et al. 2003
- 铅黄肠球菌 Enterococcus casseliflavus (ex Vaughan et al. 1979) Collins et al. 1984[10]
- 盲肠肠球菌 Enterococcus cecorum (Devriese et al. 1983) Williams et al. 1989
- 鸽肠球菌 Enterococcus columbae Devriese et al. 1993
- Enterococcus crotali McLaughlin et al. 2017
- 戴维斯肠球菌 Enterococcus devriesei Švec et al. 2005
- Enterococcus diestrammenae Kim et al. 2013
- 殊异肠球菌 Enterococcus dispar Collins et al. 1991
- Enterococcus dongliensis Li and Gu 2019
- 耐久肠球菌 Enterococcus durans (ex Sherman and Wing 1937) Collins et al. 1984
- Enterococcus eurekensis Cotta et al. 2013
- 粪肠球菌 Enterococcus faecalis (Andrewes and Horder 1906) Schleifer and Kilpper-Bälz 1984
- 屎肠球菌 Enterococcus faecium (Orla-Jensen 1919) Schleifer and Kilpper-Bälz 1984
- 黄色肠球菌 Enterococcus flavescens Pompei et al. 1992，异名
- Enterococcus florum Techo et al. 2019
- 鹑鸡肠球菌 Enterococcus gallinarum (Bridge and Sneath 1982) Collins et al. 1984
- 浅黄肠球菌 Enterococcus gilvus Tyrrell et al. 2002
- 血过氧化物肠球菌 Enterococcus haemoperoxidus Švec et al. 2001
- 赫尔曼肠球菌 Enterococcus hermanniensis Koort et al. 2004
- 小肠肠球菌 Enterococcus hirae Farrow and Collins 1985，海氏肠球菌
- Enterococcus hulanensis Li and Gu 2019
- 意大利肠球菌 Enterococcus italicus Fortina et al. 2004
- Enterococcus lactis Morandi et al. 2012
- Enterococcus lemanii Cotta et al. 2013
- 病臭肠球菌 Enterococcus malodoratus (ex Pette 1955) Collins et al. 1984
- 莫拉维亚肠球菌 Enterococcus moraviensis Švec et al. 2001
- 蒙特肠球菌 Enterococcus mundtii Collins et al. 1986
- Enterococcus nangangensis Li and Gu 2019
- Enterococcus olivae Lucena-Padrós et al. 2014
- 亮黄肠球菌 Enterococcus pallens Tyrrell et al. 2002
- 木戴胜鸟肠球菌 Enterococcus phoeniculicola Law-Brown and Meyers 2003
- 平房肠球菌 Enterococcus pingfangensis Li and Gu 2019
- Enterococcus plantarum Švec et al. 2012
- 猪肠球菌 Enterococcus porcinus Teixeira et al. 2001，异名
- 假鸟肠球菌 Enterococcus pseudoavium Collins et al. 1989
- Enterococcus quebecensis Sistek et al. 2012
- 棉子糖肠球菌 Enterococcus raffinosus Collins et al. 1989
- 鼠肠球菌 Enterococcus ratti Teixeira et al. 2001
- Enterococcus rivorum Niemi et al. 2012
- Enterococcus rotai Sedláček et al. 2013
- 解糖肠球菌 Enterococcus saccharolyticus (Farrow et al. 1985) Rodrigues and Collins 1991
- 少糖肠球菌 Enterococcus saccharominimus Vancanneyt et al. 2004，异名
- Enterococcus saigonensis Harada et al. 2016
- Enterococcus seriolicida Kusuda et al. 1991，异名
- Enterococcus silesiacus Švec et al. 2006
- Enterococcus solitarius Collins et al. 1989，异名
- Enterococcus songbeiensis Li and Gu 2019
- 硫磺肠球菌 Enterococcus sulfureus Martinez-Murcia and Collins 1991
- Enterococcus termitis Švec et al. 2006
- 泰国肠球菌 Enterococcus thailandicus Tanasupawat et al. 2008
- Enterococcus ureasiticus Sistek et al. 2012
- Enterococcus ureilyticus Sedláček et al. 2013
- Enterococcus viikkiensis Rahkila et al. 2011
- 肠绒毛肠球菌 Enterococcus villorum Vancanneyt et al. 2001
- Enterococcus wangshanyuanii Jin et al. 2017[11]
- 香坊肠球菌 Enterococcus xiangfangensis Li et al. 2014，以哈尔滨市香坊的地名命名
- 新疆肠球菌 Enterococcus xinjiangensis Ren et al. 2020

## 生理學
腸球菌在顯微鏡下典型的排列為成對或短鏈狀，很難與肺炎鏈球菌區別。腸球菌是兼性厭氧菌，可在有氧和無氧的環境中生長。 雖然腸球菌不能形成孢子，但他們對於生長環境卻有很高的耐受性，例如可在下列環境中生長：溫度10-45℃、酸鹼度pH 4.5-10.0、高鹽濃度6.5%NaCl或40%膽汁。最適宜生長溫度為35℃，24小時培養可以形成白色菌落。

## 病理學
腸球菌在臨床上引起的重要感染包括泌尿道感染、菌血症、心內膜炎、憩室炎和腦膜炎等 。敏感性菌株的感染可用氨苄青黴素（ampicillin）、青黴素（penicillin）和萬古黴素（vancomycin）治療。 泌尿道感染則可用呋喃妥因（nitrofurantoin）進行特異性治療，即使在萬古黴素抗藥性的情況下。
從醫學觀點來看，腸球菌的一個重要特性是具有高度的先天抗藥性。一些腸球菌對β-內醯胺類抗生素（β-lactam，如青黴素、頭孢菌素（cephalosporin）、碳青黴烯（carbapenem）及許多氨基糖苷類抗生素（aminoglycoside）具有抗藥性。尤其是過去20多年來，抗萬古黴素腸球菌（Vancomycin-Resistant Enterococcus，VRE）在院內感染患者逐漸被檢出，尤其是在美國。抗萬古黴素腸球菌可用奎奴普丁/達福普丁（quinupristin/dalfopristin）來治療，約有70％的患者會達到治療效果，若與去氧羥四環素（doxycycline）合併治療，可降低抗藥性發生的機會。老虎黴素類抗生素（tigecycline）也已證明能用來治療腸球菌感染。
2008年的一研究分析了歐洲各國（北歐、英國、愛爾蘭、法國、中歐、南歐、東歐、荷蘭）抗萬古黴素腸球菌的發生與流行，並對臨床上預防抗萬古黴素腸球菌的方式提出建議。此篇文獻認為，E. faecium的氨苄青黴素（ampicillin）抗藥性可做為抗萬古黴素腸球菌風險一個很好的篩檢方法；對於分析E. faecium的基因差異（如esp基因、pruK基因）則屬次要的方式，因為這些基因學的特徵並非在所有抗氨苄青黴素（ampicillin）的E. faecium皆有一致的表現。也就是說，若沒有檢測出這些基因變異，並不能證明E. faecium菌株不會有擴散或導致疾病的風險。世界衛生組織（WHO）在2017年初將抗萬古黴素腸球菌列為「高度威脅」的致病菌。
腸球菌性腦膜炎是神經外科上罕見的併發症。它一般需要透過靜脈或鞘內萬古黴素來進行治療，但是治療效果仍有爭議。新的流行病學證據顯示，腸球菌亦是慢性細菌性攝護腺炎的主要感染因子，腸球菌會在攝護腺中形成生物膜，使其難以治療。
除了抗藥性，腸球菌也會生成許多毒性因子，毒性因子是作用於人體且會引發許多病灶，甚至造成嚴重疾病的物質；這些因子皆增加了腸球菌對人體的致病力。
美國國家院內感染監視系統（NNIS）所建置的國家健康照護安全網路（NHSN）統計發現，腸球菌是院內感染的第二大病原菌，且位居醫療照護相關血液感染比例的第三位，顯示腸球菌抗藥性所隱藏的致病風險。

## 食品應用

### 作為益生菌食用
腸球菌是人類和許多動物的一種腸道共生菌，糞腸球菌和屎腸球菌是最常見的菌種，這兩種腸球菌已有許多研究證明其促進人體和動物（豬、家禽等）健康的功效，因此在保健食品的應用上普遍被作為益生菌使用。在腸道中，腸球菌會搶奪病原菌的生存空間，這時即使不小心吃入了病原菌，這些病原菌也沒辦法留在腸道中，大幅降低了它們的致病力。此外，腸球菌具有抵抗消化液的能力，作為益生菌食用時，因不容易被消化液分解，所以能有更多的菌量到達腸道，使其更容易發揮改善腸道健康的作用；因為這些特性，所以腸球菌是常見的益生菌選擇之一。
早在1980年代，腸球菌就被使用來治療細菌性腹瀉，當時被認為是藥物治療以外的另一種選擇，主要因為腸球菌在腸道內生長快速，並可抑制其它致病菌，例如大腸桿菌的生長，因此能減緩腹瀉的症狀。除了細菌性腹瀉，腸球菌也被證實能用來預防藥物型腹瀉；當服用抗生素時，腸道的菌群會因此失衡，一些致病菌就會趁機繁殖，進而造成腹瀉等症狀，腸球菌可避免服用抗生素時的不良反應發生。所以將具有抗藥性的腸球菌作為藥品，連同抗生素一同使用，達到治療效果的同時，也可以避免副作用的發生。
中華民國食品藥物管理署於2017年10月19日公告：預告訂定「糞腸球菌(Enterococcus faecalis)及屎腸球菌(Enterococcus faecium)不得作為食品原料使用」草案，預定2018年7月實施。因腸球菌菌株變異性大，若要作為食品原料使用，業者必須要提出數據證實安全無虞，經個案審議才有機會使用。屆時規定若正式施行後，經查獲食品使用的原料不符規定者，將可依法開罰。

### 食用的健康風險
1998年美國一項研究發現，腸球菌在腸道聚集生長的過程會產生相當可觀的自由基，這些自由基很可能導致腸黏膜細胞不正常增生，進而引發大癌直腸癌的風險。
腸球菌具有很強的抗藥性散播能力，造成原本可以被殺死的細菌變成殺不死，因此不被認為是一般公認安全（Generally Recognized as Safe，GRAS）的菌種，作為益生菌使用仍有安全上的問題，特別是在細菌感染、免疫力低下的患者和老年人身上。除了抗藥性的散播能力，腸球菌也可能散播毒性因子，增加了腸球菌在食品應用上的疑慮，故腸球菌作為益生菌原料的安全性必須審慎評估。
腸球菌因抗藥因子和毒性因子的高度散播能力，使腸球菌容易獲得或傳遞這些對健康有風險的因子，最後衍生出藥物殺不死的病菌，造成了治療上的困難，顯示腸球菌對人體健康的潛在危害。因此，考慮到腸球菌感染在人類流行病學上的進展，以及腸球菌對人體健康可能具有的風險，
世界衛生組織（WHO）在2002年提出報告不建議腸球菌作為益生菌提供給人類使用，2007年歐洲食品安全局（EFSA）也認為腸球菌並非屬於合格認定安全（Qualified Presumption of Safety，QPS）的菌種，2011年美國食品藥品監督管理局（FDA）的乳製品指導方針草案也不建議將腸球菌作為益生菌使用。中國 、加拿大等國也禁止或不建議腸球菌作為益生菌成分。根據許多研究結果及主要國家的安全評估，腸球菌作為益生菌對人體健康的不良影響無法完全排除，因此禁止或有條件的使用是有其必要性的。
腸球菌專家、美國哈佛大學醫學院的Michael S. Gilmore博士團隊在其所撰寫的《Enterococci》一書中，除了提及美國FDA與歐洲食品安全局不建議使用腸球菌作為益生菌給人類食用之外，更寫到腸球菌必須確定無毒性因子以及必須以活體試驗（in vivo）證明不具有基因水平轉移的能力（會導致抗藥性的散播）才可以作為益生菌食用；然而，到2014年為止，科學界並沒有發現不具基因轉移能力的腸球菌菌株。有研究顯示一些從食物分離出來的腸球菌可能藏有毒性因子，但毒性的顯現卻並非由特定的毒性因子所掌控，而是由更複雜的過程所導致。。因此，腸球菌作為益生菌使用仍有相當大的爭議，想藉由食用這類益生菌來促進健康的同時，也不應忽視腸球菌對人體健康的不良影響。

## 藥品應用
目前腸球菌應用於醫藥級的藥用益生菌（pharmaceutical probiotics）主要在歐洲與亞洲部分國家通過上市。市面上以屎腸球菌（E. faecium）作為藥用益生菌的安全菌株，主要源自於瑞士原料藥廠Cerbios-Pharma SA所研發的Enterococcus faecium SF68®（cernelle 68）菌株。德國、台灣與日本的藥廠則多半以糞腸球菌（E. faecalis）研發安全菌株製成藥用的益生菌。

### 屎腸球菌（E. faecium）
瑞士Cerbios-Pharma SA藥廠獲得cGMP製程認證，專精於研發與生產醫藥等級的益生菌，主要銷往歐盟各國、美國、日本、韓國等生技市場。在腸球菌的部分，研發Enterococcus faecium SF68®活性屎腸球菌，並通過雙盲臨床藥物測試，用來預防與治療腸道相關的病症。
法國Sanofi藥廠的Bioflorin®、巴基斯坦RG Pharmacutica藥廠的Newflora®與韓國東丘（DongKoo）藥廠的Ventrux、Bio-Balance都是使用瑞士Cerbios-Pharma SA藥廠的SF68®菌株。台灣有廠商輸入韓國東丘藥廠的衛樂舒散（衛署藥輸字第021237號），衛樂舒藥品仿單上為SF68®菌株，然而衛福部食藥署的許可證內容卻標示菌種為糞腸球菌（S. faecalis），此出入仍有待查證當中。

### 糞腸球菌（E. faecalis）
德國SymbioPharm GmbH藥廠研發E. faecalis DSM 16440菌株，開發Symbioflor® 1與Pro-Symbioflor®等藥用益生菌，除了可改善腸胃不適的症狀，也可強化免疫系統，緩解呼吸道發炎，例如鼻竇炎與支氣管炎的症狀。
台灣製造生產含有腸球菌的藥品有百賜益錠Bio-Three Tablets
及"大豐"固兒美顆粒Goodmin Granules "T.F."，主要用於整腸與治療消化不良等腸道不適症狀。
武田製藥的新ビオフェルミンS（欣表飛鳴）也含有糞腸球菌，具有調整消化及整腸的功效。

### 抗性腸球菌藥品
武田製藥的ビオフェルミンR（表飛鳴，菌株129 BIO 3B-R）成分含有耐性的糞腸球菌（E. faecalis），用於改善投與抗生素、化學療法製劑時，腸內菌叢異常所引起的症狀，提高對害菌的殺菌效果，進而減少抗生素的使用量，以防止副作用產生。
抗性藥品的抗藥性並不會轉移至人體其他菌叢。ビオフェルミンR即特別強調其抗藥性並非由質粒（plasmid）表現，而是由染色體進行混合培養的結果，因此抗藥性不會轉移至腸道的大腸桿菌及腸球菌等正常菌叢當中。由於其不會導致治療使用的抗生素失去活性，因此即使抗菌劑存在也會增殖，經由產生乳酸，可改善腸內菌叢的異常，發揮整腸的作用。

## 作為飼料添加物
目前歐洲食品安全局規定腸球菌E. faecium使用在動物飼料，須通過相關的安全評估，包括了不得檢出三種毒性因子和DNA標記：IS16、Esp、hyl-like，以及氨苄青黴素（ampicillin）的最低抑菌濃度（MIC）不得超過2 mg/L，若不符合上述的檢驗標準，則認定為不安全，此腸球菌不可使用於飼料添加物當中。

## 水質標準評估
水質中的腸球菌標準非常嚴格，例如在夏威夷州和美國的大部分地區，其海灘周圍的水域是每100毫升水中，五個星期的平均值不得超過35菌落形成單位（CFU）的腸球菌，否則該地區可能會發布警告，要求民眾遠離海灘。2004年，腸球菌更取代了糞大腸菌群和大腸桿菌，成為新的美國聯邦公共鹽水和淡水海域水質標準。
中華民國的海灘水質也是參考香港及美國，主要以甲類海域之海洋環境品質標準—大腸桿菌群之菌落數在1000 CFU/100mL以下（以下簡稱「符合甲類」）為判定依據。符合甲類者，再以腸球菌群區分為「優良」或「普通」。當大腸桿菌群 ≦ 1000 CFU/100mL，且腸球菌群 ≦ 50 CFU/100mL，水質標準為「優良」。當大腸桿菌群 ≦1000 CFU/100mL，但腸球菌群＞50 CFU/100mL，水質標準為「普通」。若大腸桿菌群＞1000 CFU/100mL，則「不宜親水活動」
。

## 實驗室檢驗
腸球菌通常會在羊血瓊脂（sheep's blood agar）上呈現γ-溶血反應。